# 21636 Уертас
21636 Уертас (21636 Huertas) — астероїд головного поясу, відкритий 14 липня 1999 року.
Тіссеранів параметр щодо Юпітера — 3,633.